# Alagón del Río
Alagón del Río egy község Spanyolországban, Cáceres tartományban. Alagón del Río Riolobos, Montehermoso és Galisteo községekkel határos. Lakosainak száma 909 fő (2024). 2009 novemberéig Galisteo részét képezte, ekkor azonban önálló községgé alakult.

## Népesség
A település népessége az elmúlt években az alábbi módon változott:
| Lakosok száma | 879  | 841  | 889  | 923  | 940  | 934  | 932  | 933  | 924  | 909  |
|               | 2010 | 2012 | 2013 | 2015 | 2016 | 2018 | 2019 | 2021 | 2022 | 2024 |